# Бассорин
Бассори́н — растительная слизь; встречается как в высших, так и в низших растениях[уточнить], например, в стенках клеток грибов и многих слизистых водорослей.

## Химические свойства
В воде не растворим, подвержен сильному разбуханию; реакция воды остается нейтральной; не содержит металлов, установлено присутствие метоксильной группы (— ОСН3).
В едких и углекислых щёлочах бассорин растворяется без выделения углекислого кальция, фелингов раствор не восстанавливает.